# Вотервил (Мејн)
Вотервил (енгл. Waterville) град је у америчкој савезној држави Мејн.

## Демографија
По попису из 2010. године број становника је 15.722, што је 117 (0,7%) становника више него 2000. године.
| Група             | 2000.          | 2010.          |
| Белци             | 14.857 (95,2%) | 14.554 (92,6%) |
| Афроамериканци    | 122 (0,8%)     | 180 (1,1%)     |
| Азијати           | 161 (1,0%)     | 189 (1,2%)     |
| Хиспаноамериканци | 171 (1,1%)     | 374 (2,4%)     |
| Укупно            | 15.605         | 15.722         |